# Trest smrti v Rakousku
Trest smrti v Rakousku byl zrušen v roce 1787, i když byl obnoven v roce 1795. Na rozdíl od jiných zemí s minimálním věkem 18 let, habsburský zákon přijatý v roce 1919 stanovil minimální věk pro popravu v Rakousku na 20 let.
Způsob popravy v Rakousku bylo oběšení, až do anexe nacistickým Německem (1938-1945), kdy bylo nahrazeno gilotinou. Po druhé světové válce bylo oběšení znovu zavedeno Brity. Posledním popraveným v Rakousku byl Johann Trnka. Dne 24. března 1950 byl oběšen za vraždu. Trest smrti byl za vraždu zrušen 30. června 1950 a zcela v únoru 1968. Rakousko podepsalo a ratifikovalo protokol č. 6 Úmluvy o ochraně lidských práv a základních svobod i protokol č. 13 Úmluvy o ochraně lidských práv a základních svobod. Protokol č. 6 byl ratifikován v roce 1984. Protokol č. 13 byl ratifikován v roce 2004.